# Diuretici dell'ansa

Struttura chimica dei principali diuretici dell'ansa

I diuretici dell'ansa rappresentano una sottocategoria di farmaci diuretici che agiscono a livello del tratto ascendente dell'ansa di Henle, elemento anatomico del nefrone. Vengono utilizzati per il trattamento dell'ipertensione e dell'edema spesso causati dall'insufficienza cardiaca e dall'insufficienza renale.
Vengono anche chiamati "Diuretici ad alto tetto" (in inglese "high ceiling") perché hanno un'efficacia superiore rispetto ad altri diuretici.

## Meccanismo d'azione
I diuretici dell'ansa agiscono sul cotrasportatore Na-K-Cl (proteina co-trasportatore di membrana) nel tratto ascendente dell'ansa di Henle in maniera tale da inibire il riassorbimento del sodio e del cloro. Ciò può avvenire grazie a una competizione al sito di legame del Cl- (ione cloruro).
Nel tratto ascendente dell'ansa il riassorbimento del magnesio e del calcio dipende dalle concentrazioni di sodio e cloro (principalmente per il riciclo del potassio causato dalla mancata generazione di un gradiente elettropositivo). I diuretici dell'ansa inibiscono il riassorbimento di questi ultimi ioni, rendendo impossibile la concentrazione dell'urina e impedendo così la creazione di una midollare renale ipertonica. In tal modo l'acqua perde in forza osmotica che le consentirebbe di lasciare il dotto collettore, con il risultato di un'aumentata produzione di urina.
Grazie a questo meccanismo i diuretici dell'ansa provocano un aumento della diuresi, riducendo così il volume di acqua contenuto nel plasma (volume plasmatico).
I diuretici dell'ansa provocano inoltre vasodilatazione a livello venoso e a livello dei vasi sanguigni renali. Tali effetti (decremento del volume sanguigno e vasodilatazione) hanno come risultato finale un miglioramento dell'edema.

## Effetti
Sono numerosi gli effetti dei diuretici ad alto tetto:
- aumentano l'escrezione di NaCl;
- aumentano l'escrezione di potassio;
- diminuiscono il riassorbimento di calcio e magnesio, per la riduzione del potenziale positivo transluminale;
- riducono l'ipertonicità della midollare renale, portando ad incapacità di concentrare le urine, con grossa perdita d'acqua (idropenia);
- aumentano in acuto la secrezione di acido urico;
- aumentano l'apporto di sangue renale, a parità di volume ematico;
- bloccano il feedback glomerulare, per inibizione del trasporto in macula densa che causa il rilascio di renina;
- aumentano la capacità delle grandi vene, diminuendo il precarico;
- alterano l'endolinfa dell'orecchio interno (ototossicità reversibile ma marcata).

## Utilizzo clinico
Vengono utilizzati principalmente per le seguenti condizioni:
- Edema associato con scompenso cardiaco, cirrosi epatica, insufficienza renale, sindrome nefrosica
- Ipertensione arteriosa
- Edema cerebrale e edema polmonare, in somministrazione endovenosa.

Vengono altresì usati talvolta nel trattamento di:
- alcune ipercalcemie gravi in combinazione con adeguata reidratazione;
- insufficienza renale acuta, per stimolare i reni a produrre più urina e favorire così l'escrezione di sostanze tossiche;
- ingestione di sostanze tossiche, per aumentarne l'eliminazione;
- gravi iposodiemie, in associazione con una soluzione salina ipertonica.

Non sono invece adatti per curare l'ipertensione.

## Resistenza
L'insufficienza renale è caratterizzata da riduzione della velocità di filtrazione glomerulare. In questa condizione si riduce la capacità di questa classe di diuretici a raggiungere l'ansa di Henle, loro organo bersaglio.
In modo similare, i FANS (anti-infiammatori non steroidei) diminuiscono la velocità di filtrazione glomerulare con risultati comparabili. Nei pazienti con filtrazione glomerulare ridotta, le dosi massimali di diuretici dell'ansa sono aumentate proporzionalmente alla riduzione del GFR stesso. Spesso risultano efficaci i trattamenti simultanei con un farmaco della classe dei diuretici tiazidici, come l'idroclorotiazide per inibire il riassorbimento multiplo del sodio nel nefrone.
I pazienti che soffrono di insufficienza cardiaca tendono ad accentuare la ritenzione del sodio; per tale ragione necessitano anch'essi di un aumento del dosaggio; lo stesso vale per i pazienti con un'aumentata assunzione di sodio.

## Eventi avversi
La tossicità di tali farmaci è rara, hanno un profilo tossicologico ridotto, per lo più dato da squilibri elettrolitici. 
Le più comuni reazioni avverse osservabili con l'impiego dei diuretici dell'ansa, sono correlate alla dose e all'effetto di tali farmaci sulla diuresi e sul bilancio elettrolitico.
Tra queste vanno menzionate: l'iponatremia, l'ipokaliemia, l'ipomagnesiemia, la disidratazione, l'iperuricemia, le vertigini, l'ipotensione posturale e la sincope.
Meno frequenti sono la dislipidemia, l'aumento della concentrazione di creatinina nel siero, l'ipocalcemia e il rash cutaneo.
Rara, ma grave, è l'ototossicità (danni all'orecchio) che può essere associata all'utilizzo di questa classe di farmaci (dall'acufene fino alla sordità). È solitamente reversibile.

## Esempi di diuretici dell'ansa
- Furosemide
- Bumetanide
- Acido etacrinico
- Torasemide